# Christoph Willibald Gluck
Christoph Willibald Gluck (Erasbach, 2. srpnja 1714. – Beč, 15. studenoga 1787.), njemački operni skladatelj i dirigent ranoga klasičnoga razdoblja. Poslije mnogo godina provedenih na habsburškom dvoru u Beču, Gluck je proveo temeljitu reformu opere i operne prakse, koju su do tada podupirali mnogi intelektualci. Nizom radikalnih novih djela 1760-ih, među kojima su bile opere Orfej i Euridika i Alceste, dokinuo je prevlast koju su Metastasijeve ozbiljne opere (tal. opera seria) uživale tijekom većine toga stoljeća.
Snažan je utjecaj francuske opere u tim djelima ohrabrio Glucka da se preseli u Pariz, što je učinio u studenome 1773. Stapajući tradicije talijanske opere i francuskoga nacionalnoga žanra u novu sintezu, Gluck je napisao osam opera za pariške scene. Jedna od posljednjih tih opera, Ifigenija na Tauridi, bila je ogroman uspjeh i opće je prepoznata kao njegovo najbolje djelo. Iako je bio iznimno popularan i vrlo cijenjen zbog reformiranja stila francuske opere, Gluckovo majstorstvo na pariškoj opernoj sceni nikada nije bilo apsolutno: poslije slabog uspjeha opere Eho i Narcis s gnušanjem je napustio Pariz i vratio se u Beč, gdje je proživio ostatak života.

## Životopis

### Rani život
Rođen je u malom bavarskom gradu Erasbachu (današnjem Berchingu) kao najstariji od šestero braće. Otac Alexander Johannes Gluck bio je šumar i nadglednik za ubiranje cestarine grada Erasbacha i okolnih bogatih crkvenih imanja. Godine 1711. njegov se otac vjenčao s Marijom Walburg, a 1717. sele se u Češku, gdje otac postaje glavni šumar u službi princa Filipa Hyacintha von Lobkowitza 1727. godine. Gluck je prvu glazbenu naobrazbu stekao kao pjevač i svirač u crkvama. Prema Gluckovim riječima, otac nije podržavao njegov interes za glazbu te je inzistirao da sin krene očevim stopama, što je dovelo do sukoba između njih dvojice.
Prema različitim pričama, zbog tog je sukoba Gluck pobjegao iz kuće u Beč, gdje je živio pjevajući i svirajući po crkvama i trgovima, iako se većina njegovih životopisaca ne slaže s ovom verzijom događaja. Odlazak iz kuće zbio se poslije i Gluck je otputovao u Prag, gdje je od 1731. pohađao filozofski fakultet i stekao formalno znanje iz metafizike, logike i matematike. Sveučilište je tada imalo bogatu glazbenu scenu koja je podrazumijevala talijansku operu i oratorij. Gluck je nakon nekog vremena napustio sveučilište bez diplome, a sljedeća povijesna bilješka spominje ga tek 1736. u Beču.

### Italija
Godine 1737. Gluck se seli u Milano gdje o glazbi uči od Giovannija Battiste Sammartinija, koji mu je po Carpanijevim riječima prenio "praktično znanje o svim glazbalima". Njihov je odnos izgleda trajao nekoliko godina. Sammartini nije bio operni skladatelj, njegova je specijalnost bila sakralna glazba i simfonija, ali je u Milanu postojala živa i bogata operna scena, pa Gluck je ubrzo počeo surađivati s opernom kućom Teatro Regio Ducale. U toj je opernoj kući 26. prosinca 1741. izveo svoju prvu operu Artakserkso (tal. Artaserse), a po Metastasijevu je libretu istom operom sljedeće godine otvoren i milanski karneval. Pored toga, Gluck je komponirao operu za svaki od sljedećih četiriju milanskih karnevala u kojima je pjevao poznati kastrat Giovanni Carestini. Pisao je opere koje je predstavio i u drugim talijanskim gradovima od Torina do Venecije. U Veneciji je u studenome 1744. prikazana njegova opera Hipermnestra (tal. L'Ipermestra) u Teatru San Giovanni Crisostomo. Gotovo svim operama onog doba Metastasio je napisao libreto usprkos tomu što se pjesniku nije svidio Gluckov skladateljski stil.

### Putovanja od 1745. do 1752.
Godine 1745. Gluck je prihvatio poziv londonskog Kraljevskog kazališta, te je otputovao u Englesku preko Frankfurta u društvu austrijskog feldmaršala Georga Christiana, kneza Lobkowitza. U vrijeme njihova dolaska izbila je jakobitska pobuna koja je izazvala velike nerede u Londonu, tako da je Kraljevsko kazalište gotovo cijelu godinu bilo zatvoreno. U Londonu su 1746. bile izvedene dvije Gluckove opere: Pad divova (tal. La Caduta de' giganti) i Artamene, u kojima je Gluck uporabio i pojedine odlomke iz nekih svojih ranijih opernih djela (takvo što je Gluck vrlo često radio tijekom cijele svoje karijere). Tijekom boravka u Londonu napisao je šest triosonata. U tom je razdoblju došao u dodir s glazbom Georga Friedricha Händela, koji je imao velik utjecaj na njegov stil u kasnijim djelima, i s engleskim kazališnim producentom Davidom Garrickom. Gluck - ili Lobkowitz - je od Händela kupio kopiju oratorija Mesija. ↓1 Händelovo je mišljenje o Glucku bilo prilično negativno, čak do te mjere da je jednom izjavio da Gluck poznaje kontrapunkt otprilike koliko i njegov kuhar Waltz. Ova je izjava često pogrešno interpretirana, jer je Gustavus Waltz zapravo bio izvrstan pjevač i polifoničar koji je sudjelovao u izvedbama mnogih Händelovih djela.
Godine 1747. i 1748. donijele su Glucku dva vrlo prestižna angažmana. Prvo je uslijedila narudžba nove opere za Dresden, izvedbom koje je operna družina Pietra Mingottija trebala proslaviti dvostruko kraljevsko vjenčanje koje će ujediniti vladajuće kraljevske obitelji Bavarske i Saske. Svadba Herakla i Hebe (tal. Le nozze d'Ercole e d'Ebe) u obliku feste teatrale napisana je korištenjem ranijih opernih djela, čak i uporabom odlomaka iz djela Gluckova učitelja Sammartinija. Uspjeh te opere Gluck je privukao pažnju bečkoga dvora, koji ga je u jakoj konkurenciji - čak i ispred poznatijega Johanna Adolpha Hassea - izabrao da uglazbi Metastasijevu Semiramide riconosciuta za proslavu rođendana Marije Terezije. Za naslovnu ulogu odabrana je Vittoria Tesi. Gluck je za tu prigodu skladao sasvim originalnu glazbu koja se opet nikako nije svidjela dvorskom pjesniku Metastasiju: ovaj ju je čak nazvao "vrhunskim vandalizmom", što pak može objasniti razlog Gluckova kratkog boravka u Beču unatoč činjenici da je ta opera bila njegov veliki uspjeh (bila je izvedena 27 puta uz velike ovacije publike). Do kraja 1748. i tijekom 1749. Gluck je s Mingottijevom opernom družinom putovao Europom, te se tada – zbog veze s primadonom družine – zarazio i spolno prenosivom bolešću. U to je vrijeme skladao operu La contesa de' numi za Kraljevski dvor u Kopenhagenu.
Godine 1750. Gluck napušta Mingottijevu opernu družinu i priklanja se trupi koju je okupio Giovanni Battista Locatelli, bivši član Mingottijeve družine. S novom je družbom Gluck otputovao u Prag, gdje je te godine za praški karneval napisao novu operu Ezio (opet prema jednom Metastasijevom djelu). Još je jedna njegova opera, Hipermestra (tal. Ipermestra), izvedena iste godine. Tijekom boravka u Pragu, Gluck se 15. rujna 1750. vjenčao s Marijom Annom Bergin, osamnaestogodišnjom kćeri bogata bečkog trgovca. Veći dio 1751. godine Gluck provodi putujući između Praga i Beča.
Godine 1752. Gluck dobiva novu važnu narudžbu: ponuđeno mu je da napiše operu prema Metastasijevu libretu Titovo milosrđe (tal. La clemenza di Tito) za proslavu imendana kralja Karla VII. Napuljskog (potonjeg Karla III. Španjolskog). Opera je izvedena 4. studenoga u Teatro di San Carlo, a ulogu Sekstusa pjevao je svjetski poznati mezzosopran, kastrat Caffarelli (Gaetano Majorano). Gluck je posebno za Caffarellija skladao poznatu i vrlo zahtjevnu ariju Se mai senti spirarti sul volto, koja je u jednakoj mjeri izazivala divljenje i žestoke kritike. Gluck je tu ariju poslije iskoristio i za operu Ifigenija na Tauridi (franc. Iphigénie en Tauride).

### Beč
Gluck se naposljetku skrasio u Beču, gdje je imenovan dvorskim skladateljem. Tu je za festival 1754. napisao operu Kineskinje (tal. Le Cinesi), a sljedeće godine i operu Ples (tal. La Danza) za rođendan budućeg cara Leopolda II. Nakon što je u veljači 1756. godine u Rimu izvedena Antigona, papa Benedikt XIV. proglašava Glucka vitezom Reda zlatne mamuze: od tada se Gluck predstavljao naslovom "Ritter von Gluck" ili "chevalier de Gluck".
U to doba Gluck prestaje skladati u stilu talijanske ozbiljne opere, te svoja nova djela oblikuje u skladu s tradicijom francuske opere comique (s dijalozima i arijama, ne nužno komične tematike). Godine 1761. sklada balet Don Juan, vrlo hvaljeno djelo u suradnji s koreografom Gasparom Angiolinijem. Skladateljski vrhunac u stilu opere comique postigao je 1764. operom Neočekivani susret (franc. La rencontre imprévue), kada je već bio poprilično zaokupljen reformom opere.

### Reforma opere
Cristoph Willibald Gluck je dugo promišljao osnovne probleme oblika i sadržaja opere. Mislio je da su se obje talijanske vrste opera – tzv. komična i ozbiljna opera (tal. opera buffa i opera seria) – previše otklonile od onoga što bi opera trebala biti, čineći ih neprirodnima. Opera buffa je već odavno izgubila svoju izvornu svježinu: njezine su šale postale otrcane, a stalno ponavljanje istih likova učinilo ih je stereotipnima. S druge pak strane, u ozbiljnoj je operi pjevanje u cijelosti bilo posvećeno površnim efektima, a sadržaji takvih opera su sve češće bili nezanimljivi i zastarjeli. Pjevači su u oba spomenuta operna stila uistinu dosegnuli vrhunac u pjevačkoj tehnici i glumi, ali su pretjeranim improvizacijama preko svake mjere "ukrašavali" svoje pjevačke dionice, tako da publika više nije bila u stanju prepoznati izvornu melodiju. Gluck je operu želio vratiti njenim izvorima, fokusirajući se na ljudsku dramu i osjećaje te dajući jednaki značaj i glazbi i tekstu.
U Beču je upoznao mnoge istomišljenike i poklonike operne umjetnosti: grofa Giacoma Durazza, ravnatelja Kraljevskoga kazališta, koji je bio veliki obožavatelj francuske scenske glazbe; libretista Ranierija de' Calzabigija, koji je želio umanjiti prevlast Metastasijevih ozbiljnih opera; inovativna koreografa Gaspara Angiolinija i u Londonu školovanoga kastrata Gaetana Guadagnija.
Prvi rezultat promjena bio je reformirani balet Don Juan, ali ubrzo će slijediti još važnija djela. 5. rujna 1762. premijerno je izvedena Gluckova opera Orfej i Euridika (tal. Orfeo ed Euridice: libreto je napisao Calzabigi, plesnu je koreografiju osmislio Angiolini, a Guadagni je pjevao naslovnu ulogu Orfeja. Ta je opera postala dijelom standardnoga programa mnogih opernih kuća i prvi je primjer Gluckove reforme. Njegova je ideja bila staviti u prvi plan dramu sâmoga djela, a ne umijeće glavnoga pjevača koji je djelo izvodio, te ukloniti iz opere tzv. suhi recitativ (tal. recitativo secco) koji se izvodio samo uz pratnju continua, a kojim se nepotrebno prekidao tijek događanja na sceni. To je rezultiralo tečnijim i dramatičnijim stilom, koji mnogi smatraju svojevrsnom najavom buduće glazbene drame Richarda Wagnera.
Gluck i Calzabigi su nakon Orfeja zajedno još ostvarili opere Alceste (1767.) i Paris i Helena (1770., tal. Paride ed Elena), razvijajući i nadalje promjene koje su uveli. Calzabigi je napisao predgovor za Alceste, a Gluck ga je potpisao utvrđujući tako principe svojih reformi.

### Pariz
Gluck je zatim počeo širiti svoje ideje i reformu opere u Francuskoj. Pod pokroviteljstvom kraljice Marije Antoanete, svoje negdašnje učenice koja se 1770. udala za francuskoga kralja Luja XVI., Gluck s Pariškom operom potpisuje ugovor za šest novih scenskih djela. Prva je 19. travnja 1774. premijerno izvedena Ifigenija u Aulidi (franc. Iphigénie en Aulide): ta je premijera izazvala žestoke kontroverze i gotovo pravi rat kakav se nije vidio još od ranijeg tzv. sukoba komičara (franc. Querelle des Bouffons). Gluckovi su protivnici u Pariz doveli i vodećega talijanskoga opernoga skladatelja Niccolòa Piccinnija da bi dokazali superiornost napuljske opere, a u polemiku su se potom uključili i mnogi građani Pariza, "gluckisti" ili "piccinnisti". Sami skladatelji nisu se uplitali u taj sukob sve dok Piccinniju nije ponuđeno pisanje libreta za operu Roland. I Gluck je spremao operu na istu temu pa je, doznavši da Piccinni također sprema gotovo identičan projekt, uništio svu svoju do tada za tu operu skladanu glazbu.
2. kolovoza 1774. izvedena je francuska inačica Orfeja i Euridike (Orfeo ed Euridice), prilagođena tenoru u glavnoj ulozi umjesto uobičajenog kastrata. Pariška je publika ovaj put bolje prihvatila Gluckovu operu. Iste se godine vratio u Beč gdje je proglašen dvorskim skladateljem. Tada je već bio slavan u cijeloj Europi, a sljedeće je godine proveo putujući između Beča i Pariza, boraveći i radeći naizmjenično u jednom od ta dva grada. 23. travnja 1776. izvedena je francuska inačica opere Alceste.
Gluck je u tom razdoblju za parišku publiku također skladao Armide (1777.), Ifigenija na Tauridi (1779.) i Eho i Narcis. Tijekom proba za operu Eho i Narcis doživljava prvi moždani udar.
Njegov glazbeni nasljednik na pariškoj sceni bio je skladatelj Antonio Salieri, koji je već od ranije bio njegov štićenik i prijatelj otkad je 1767. stigao u Beč. Salieri i Gluck zajedno odlaze u Pariz, a Gluck mu prepušta pisanje glazbe za operu Danaide (franc. Les Danaïdes) prema libretu Leblanca du Roulleta i barona Tschudija. Opera je bila predstavljena kao zajedničko ostvarenje oba skladatelja, ali nakon velebnog premijernog uspjeha 26. travnja 1784., Gluck je za prestižne novine Journal de Paris izjavio da je to glazbeno djelo u cijelosti skladao Salieri.

### Posljednje godine
Za boravka u Beču Gluck sklada nekoliko manjih djela i uglavnom živi povučeno. Godine 1781. objavljuje inačicu Ifigenije na Tauridi na njemačkom jeziku, iako su u Beču jednako popularne bile i ostale njegove opere.
15. studenoga 1787., u 73. godini života Gluck doživljava i drugi moždani udar, te nekoliko sati poslije umire. Tijekom službene komemoracije 8. travnja 1788. Gluckov štićenik i prijatelj Salieri izvodi njegov De profundis, a izveden je i Rekvijem talijanskoga skladatelja Niccolòa Jommellija. Poput mnogih slavnih glazbenika i likovnih umjetnika toga doba, i Gluck je sahranjen na groblju Matzleinsdorf (njem. Matzleinsdorfer Friedhof). Nakon što je to groblje 1923. preuređeno u park, Gluckovi su posmrtni ostaci preneseni u grobnicu na Središnjem bečkom groblju (njem. Wiener Zentralfriedhof).
Gluckova glazbena ostavština obuhvaća 35 dovršenih opera i dvanaestak manjih opernih djela i uvertira, te brojne balete i instrumentalne skladbe. Njegove su reforme utjecale na Mozarta, posebno na njegovu operu Idomeneo (1781.). Gluck je za sobom ostavio naprednu školu svojih sljedbenika u Parizu, koji će dominirati francuskom glazbenom scenom tijekom revolucije i napoleonskog razdoblja. Osim Salierija, Gluckovi su sljedbenici bili Sacchini, Cherubini, Méhul i Spontini. Najveći njegov francuski sljedbenik bio je Hector Berlioz, čija se epska opera Trojanci (fr. Les Troyens) može smatrati svojevrsnom kulminacijom gluckovske tradicije. Iako Gluck nije napisao ni jednu operu na njemačkom jeziku, njegovo je djelovanje ipak snažno utjecalo na njemačku školu opere, pogotovo na stvaralaštvo Carla Marie von Webera i Richarda Wagnera, čije je poimanje glazbene drame bilo vrlo slično Gluckovom.

## Djela

### Opere
- Artaserse (Milano, 26. prosinca 1741.)
- Demetrio (ili Cleonice) (Venecija, 2. svibnja 1742.)
- Demofoonte (Milano, 6. siječnja 1743.)
- Il Tigrane (Crema, 26. rujna 1743.)
- Sofonisba (ili Siface) (Milano, 18. siječnja 1744.)
- La finta schiava (Venecija, 13. svibnja 1744.)
- Ipermestra (Venecija, 21. studenoga 1744.)
- Poro (Torino, 26. prosinca 1744.)
- Ippolito (Milano, 31. siječnja 1745.)
- La caduta de' Giganti (London, King's Theatre, 7. siječnja 1746.)
- Artamene (London, King's Theatre, 4. ožujka 1746.)
- Le nozze d'Ercole e d'Ebe (Pillnitz, 29. lipnja 1747.)
- La Semiramide riconosciuta (Beč, Burgtheater, 14. svibnja 1748.)
- La contesa de' Numi (Charlottenburg, Kopenhagen, 9. travnja 1749.)
- Ezio (Prag, 26. prosinca 1749. – druga inačica: Beč 26. prosinca 1763.)
- Issipile (Prag, karneval 1751. – 1752.)
- La clemenza di Tito (Napulj, 4. studenoga 1752.)
- Le Cinesi (Beč, 24. rujna 1754.)
- La danza (Laxenburg, 5. svibnja 1755.)
- L'innocenza giustificata (Beč, Burgtheater, 8. prosinca 1755.)
- Antigono (Rim, 9. veljače 1756.)
- Il re pastore (Beč, 8. prosinca 1756.)
- La fausse esclave (Beč, 8. siječnja 1758.)
- L'ile de Merlin, ou Le monde renversé (Beč, 3. listopada 1758.)
- La Cythere assiégée (Beč, početak 1759.)
- Le diable a quatre, ou La double métamorphose (Laxenburg, 28. svibnja 1759.)
- L'arbre enchanté, ou Le tuteur dupé (Beč, 3. listopada 1759.)
- L'ivrogne corrigé (Beč, travnja? 1760.)
- Tetide (Beč, 10. listopada 1760.)
- Le cadi dupé (Beč, 9. prosinca 1761.)
- Orfeo ed Euridice (Beč, 5. listopada 1762. – francuska inačica: Pariz, 2. kolovoza 1776.)
- Il trionfo di Clelia (Bologna, 14. svibnja 1763.)
- La rencontre imprévue (Beč, 7. siječnja 1764.)
- Il Parnaso Confuso (Beč, 24. siječnja 1765.)
- Telemaco, o sia l'isola di Circe (Beč, 30. siječnja 1765.)
- La corona (nikad izvedena, trebala je biti izvedena 4. listopada 1765.)
- Il Prologo (22. veljače 1767. – glazbeni dodatak operi Tommasa Traette)
- Alceste (Beč, 26. prosinca 1767. – francuska inačica: Pariz, 23. travnja 1776. – partitura u .pdf formatu, pristupljeno 23. siječnja 2014.)
- Le feste d'Apollo (Parma, 24. kolovoza 1769.)
- Paride ed Elena (Beč, 3. studenoga 1770.)
- Iphigénie en Aulide (Pariz, 19. travnja 1774.)

### Baleti
- Les Amours de Flore et Zéphire (Beč, 13. kolovoza 1759.)
- La Halte des Calmouckes (Beč, 23. ožujka 1761.)
- Don Juan (Beč, 17. listopada 1761.)
- Citera assediata (Beč, 15. rujna 1768.)
- Alessandro, o Les amours d'Alexandre et de Roxane (Beč, 4. listopada 1764.)
- Sémiramis (Beč, 31. siječnja 1765.)
- Iphigénie (Laxenburg, 19. svibnja 1765.)
- Armide (Pariz, 23. rujna 1777. – partitura u .pdf formatu, pristupljeno 23. siječnja 2014.)
- Iphigénie en Tauride (Pariz, 18. svibnja 1779.)
- Echo et Narcisse (Pariz, 24. rujna 1779. – druga inačica: Pariz, 8. kolovoza 1780. – partitura u .pdf formatu, pristupljeno 23. siječnja 2014.)